# Тай Дзун
Тай Дзун (626 – 649) е храмовото (тронното) име на Ли Шимин, втория император от династията Тан, син на нейния основател Ли Юан (618 – 626) и един от най-дейните китайски владетели през Средновековието. По време на неговото управление е покорен Източния тюркски хаганат (630 г.), а Западният, управляван от китайски марионетки (от рода Ашина), става напълно зависим от империята. Тай Дзун по думите на Лев Гумильов прави опит да създаде една общоазиатска империя под властта на Тански Китай. Тогава е и първия по-сериозен опит за налагането на реална китайска власт във Великата степ. В превод името му означава „Велик предтеча“.